# 이개호
이개호(李介昊, 1959년 6월 23일~)는 대한민국의 공무원 출신 정치인이다. 제19·20·21·22대 국회의원이며, 제64대 농림축산식품부 장관이다. 본관은 전주로, 전라남도 담양 생이다.  육견협회(개를 도살하는 산업)와의 친분으로 한국의 개식용을 장려하며 개도살 찬성의 뜻을 피력했던 의원으로 2025년 6월에는 년간 수만의 유기견이 발생되어 수만의 개들이 살처분되는 가운데 반려동물 육성 정책을 내놓아, 더 많은 개들이 팔리고 더 많은 개들이 버려지고 더 많은 개들이 번식장에서 고통받는 정책을 내었다. 

## 학력
- 광주효동국민학교 졸업
- 광주동성중학교 졸업
- 금호고등학교 졸업
- 전남대학교 상과대학 경영학 학사

## 경력
- 1980년: 제24회 행정고시 합격(만 21세)
- 1981년~1992년: 전라남도청 행정사무관
- 1992년: 전라남도청 어정과장(서기관)
- 1994년: 전라남도청 농업정책과장
- 1995년: 전라남도청 총무과장
- 1996년: 전라남도청 기획관
- 1997년: 내무부 지방자치기획단 운영담당관
- 1998년 1월: 김대중 대통령직인수위원회 행정관
- 1998년 3월: 행정자치부 도로명 및 건물번호부여 실무기획단장
- 1998년 7월: 전라남도 광양시 부시장
- 1999년 6월: 허경만 전라남도지사 비서실장
- 2000년: 전라남도 목포시 부시장(부이사관)
- 2001년 1월: 전라남도청 문화환경국장
- 2001년 3월: 전라남도청 자치행정국장
- 2003년: 전라남도 여수시 부시장
- 2004년 2월: 전라남도청 자치행정국장
- 2005년 1월: 전라남도청 기획관리실장(이사관)
- 2006년: 행정자치부 자치경찰기획단장[고위공무원(나급)]
- 2007년: 행정자치부 공무원노사협력관
- 2008년: 행정안전부 기업협력지원관
- 2009년 7월~2011년 10월: 제35대 전라남도 행정부지사[고위공무원(가급)]
- 2011년 11월~2013년 4월: 민주통합당 중앙위원
- 2011년 12월~2012년 3월: 제19대 국회의원 선거 전남 담양군·함평군·영광군·장성군 민주통합당 국회의원 예비후보
- 2012년 12월~2014년 7월: F1국제자동차경주대회 조직위원회 사무총장
- 2014년 7월 30일: 2014년 상반기 재보궐선거 당선(전남 담양군·함평군·영광군·장성군, 새정치민주연합, 초선)
- 2014년 8월~2015년 12월: 새정치민주연합 전라남도당 담양군·함평군·영광군·장성군 지역위원회 위원장
- 2014년 8월~2014년 10월: 새정치민주연합 원내부대표
- 2015년 6월~2015년 12월: 새정치민주연합 윤리심판원 부원장
- 2015년 12월~2018년 3월: 더불어민주당 전라남도당 담양군·함평군·영광군·장성군 지역위원회 위원장
- 2015년 12월~2016년 5월: 더불어민주당 윤리심판원 부원장
- 2016년 4월 13일: 대한민국 제20대 국회의원 선거 당선(전남 담양군·함평군·영광군·장성군, 더불어민주당, 재선)
- 2016년 4월~2016년 8월: 더불어민주당 비상대책위원회 위원
- 2016년 8월~2018년 2월: 더불어민주당 전라남도당 위원장
- 2017년 5월~2017년 6월: 더불어민주당 제3정책조정위원회 위원장
- 2017년 6월~2017년 11월: 더불어민주당 제4정책조정위원회 위원장
- 2017년 11월~2018년 2월: 더불어민주당 최고위원
- 2018년 7월~: 더불어민주당 전라남도당 담양군·함평군·영광군·장성군 지역위원회 위원장
- 2018년 8월~2019년 8월: 제64대 농림축산식품부 장관
- 2018년 8월~2019년 8월: 대통령직속 국가균형발전위원회 당연직위원
- 2020년 4월 15일: 대한민국 제21대 국회의원 선거 당선(전남 담양군·함평군·영광군·장성군, 더불어민주당, 3선)
- 2020년 10월~2021년 4월: 더불어민주당 이낙연 대표 특보단장
- 2021년 1월~2021년 4월: 더불어민주당 중앙당 선거관리위원회 부위원장
- 2023년 2월~2023년 10월: 더불어민주당 기본사회위원회 부위원장
- 2023년 10월~2024년 4월: 더불어민주당 정책위원회 의장
- 2024년 4월 10일: 대한민국 제22대 국회의원 선거 당선(전남 담양군·함평군·영광군·장성군, 더불어민주당, 4선)
- 2024년 6월~2024년 8월: 더불어민주당 중앙당 선거관리위원회 위원장

### 의정 활동
- 2014년 7월 31일~2016년 5월 29일: 제19대 국회의원(전남 담양군·함평군·영광군·장성군, 새정치민주연합→더불어민주당, 초선)
  - 2014년 8월~2016년 5월: 제19대 국회 후반기 미래창조과학방송통신위원회 위원
  - 2015년 6월~2016년 5월: 제19대 국회 후반기 예산결산특별위원회 위원
- 2016년 5월 30일~2020년 5월 29일: 제20대 국회의원(전남 담양군·함평군·영광군·장성군, 더불어민주당, 재선)
  - 2016년 6월~2017년 10월: 제20대 국회 전반기 농림축산식품해양수산위원회 간사
  - 2016년 6월~2017년 5월: 제20대 국회 전반기 예산결산특별위원회 위원
  - 2017년 6월~2017년 9월: 제20대 국회 전반기 농림축산식품해양수산위원회 위원장 직무대리
  - 2017년 11월~2018년 5월: 제20대 국회 전반기 농림축산식품해양수산위원회 위원
  - 2018년 7월~2018년 8월: 제20대 국회 후반기 농림축산식품해양수산위원회 위원
  - 2018년 8월~2019년 9월: 제20대 국회 후반기 교육위원회 위원
  - 2019년 9월~2020년 5월: 제20대 국회 후반기 과학기술정보방송통신위원회 위원
- 2020년 5월 30일~2024년 5월 29일: 제21대 국회의원(전남 담양군·함평군·영광군·장성군, 더불어민주당, 3선)
  - 2020년 6월~2021년 8월: 제21대 국회 전반기 농림축산식품해양수산위원회 위원장
  - 2020년 7월~2021년 2월: 제21대 국회 전반기 정보위원회 위원
  - 2020년 7월~2024년 5월: 혁신 4.0 연구포럼 공동대표의원
  - 2021년 9월~2022년 5월: 제21대 국회 전반기 농림축산식품해양수산위원회 위원
  - 2022년 7월~2024년 5월: 제21대 국회 후반기 문화체육관광위원회 위원
- 2024년 5월 30일~: 제22대 국회의원(전남 담양군·함평군·영광군·장성군, 더불어민주당, 4선)
  - 2024년 6월~: 제22대 국회 전반기 보건복지위원회 위원
  - 2024년 6월~: 제22대 국회 전반기 예산결산특별위원회 위원

## 수상
- 1988년: 대통령표창
- 2002년: 전남도청직장협의회 가장 존경받는 간부 공무원
- 2003년: 홍조근정훈장
- 2010년: 전남대학교 자랑스런 용봉인상
- 2011년: 대한매일신문 대한민국 지도자 대상
- 2018년: 제6회 대한민국 입법대상
- 2023년: 2022 국정감사NGO모니터단 국정감사 국리민복상
- 2023년: 법률소비자연맹 대한민국 헌정대상

## 논란

### 아들의 금호아시아나 특혜 입사 의혹
이양수 자유한국당 의원은 "이 후보자 아들이 '2016년 하반기 금호아시아나그룹 신입사원 공채'에 합격해 2017년 1월부터 2018년 8월 현재까지 ‘금호고속’에 재직 중"이라며 "당시 금호아시아나그룹 공채에서 금호고속의 모집 전공은 상경/인문/사회/법정으로, 공학 전공은 없었다"고 밝혔다. 이 의원은 "이 후보자의 아들은 2016년 광주소재 모 사립대학 신소재공학과를 졸업한 공학 분야 학사학위 소지자로, 당시 금호고속에 입사할 자격자체가 없었기에 이에 대한 이개호 장관 후보자의 해명이 필요하다"고 하였다.

### 석사 학위 취득 관련 과정의 논란
이 후보자는 2003년 여수 부시장 재직 중 동신대 사회개발대학원 석사과정에 등록했고, 강의는 주로 목 · 금요일 저녁 7시부터 이뤄졌다. 그런데 여수시청에서 강의 장소인 광주 동신대 병원까지는 약 1시간 40분 거리로, 아무리 6시에 칼퇴근해도 결국 지각할 수밖에 없는데도, 그 이토록 도대체 어떻게 만점을 받았냐는 의문이 제기되었다. 이개호 장관 후보자는 이에 대해 "전부 직장인들, 공무원들이었기 때문에 모이면 커피도 한잔하면서 좀 늦게 강의에 임하기 시작했다."라고 답했다. 출석률에 관한 질문에는 "주로 금요일은 집이 광주였기 때문에 야간(수업)이니까 참석했고, 목요일은 3분의 2 정도 참석했다."라고 답했다. 그런데 해당 갈음한대로 짚어볼시에, 출석이 4분의 3 미만이면 해당 학점을 얻을 수 없도록 학칙상 규정되어 있으므로 목요일 수강 과목은 오히려 미이수 처결 처리되어야 한다. 그러나 이 후보자는 대학원 2년간 목요일 수업 4과목을 포함해 9과목 전부 A+, 최고점을 받았다. 또한 졸업 논문은 2018년 8월 현재까지 표절 의혹을 받고 있다. 그러나 국회는 도덕성에 관한 특별한 지적 없이 청문회 직후 청문보고서를 채택해 비판이 제기되었다.

## 역대 선거 결과
|  | 81.29% |

|  | 49.84% |

|  | 81.95% |

|  | 56.46% |

## 소속 정당
| 소속 정당 | 소속 정당      | 소속 기간 | 비고      |
| --------- | -------------- | --------- | --------- |
|           | 민주통합당     | 2012~2013 | 정계 입문 |
|           | 민주당         | 2013~2014 | 당명 변경 |
|           | 새정치민주연합 | 2014~2015 | 합당      |
|           | 더불어민주당   | 2015~현재 | 당명 변경 |

## 같이 보기
- 담양군·함평군·영광군·장성군
- 담양군의 국회의원
- 영광군의 국회의원
- 장성군의 국회의원
- 함평군의 국회의원
- 전라남도 부지사
- 대한민국의 농림축산식품부 장관